# Olaf Tufte
Pour les articles homonymes, voir Tufte.
Olaf Karl Tufte, né le 27 avril 1976 à Tønsberg, est un rameur norvégien. Il est double champion olympique du skiff.

## Biographie
En participant à sa 5e olympiade à 36 ans, il aurait pu égaler Vyacheslav Ivanov (URSS) et Pertti Karppinen (FIN) et remporter un 3e titre consécutif, mais à Londres, il n'atteint pas la finale et doit se contenter de la finale B.
En terminant 4e du skiff lors des Championnats du monde d'aviron 2015 à Aiguebelette, Olaf Tufte se qualifie pour la 6e fois pour la régate olympique.
Il participe pour la 7e fois à la régate olympique aux  Jeux Olympiques de 2020 à Tokyo dans l'épreuve de quatre de couple.

## Palmarès

### Jeux olympiques
- 8e en quatre en 1996 à Atlanta,  États-Unis
- Médaille d'argent du deux de couple, avec Fredrik Bekken, en 2000 à Sydney,  Australie
- Médaille d'or du skiff en 2004 à Athènes,  Grèce
- Médaille d'or du skiff en 2008 à Pékin,  Chine
- Médaille de bronze du deux de couple, avec Kjetil Borch, en 2016 à Rio de Janeiro,  Brésil

### Championnats du monde
- Médaille de bronze en deux de couple en 1999 à Saint Catharines,  Canada
- Médaille d'or du skiff en 2001 à Lucerne,  Suisse
- Médaille de bronze en 2002 à Séville,  Espagne
- Médaille d'or du skiff en 2003 à Milan,  Italie
- Médaille d'argent du skiff en 2005 à Gifu,  Japon
- Médaille de bronze du skiff en 2007 à Munich,  Allemagne

## Distinction
- 2001 — Sportif norvégien de l'année.
- 2021 — Médaille Thomas-Keller[1].